# Domenico Veneziano

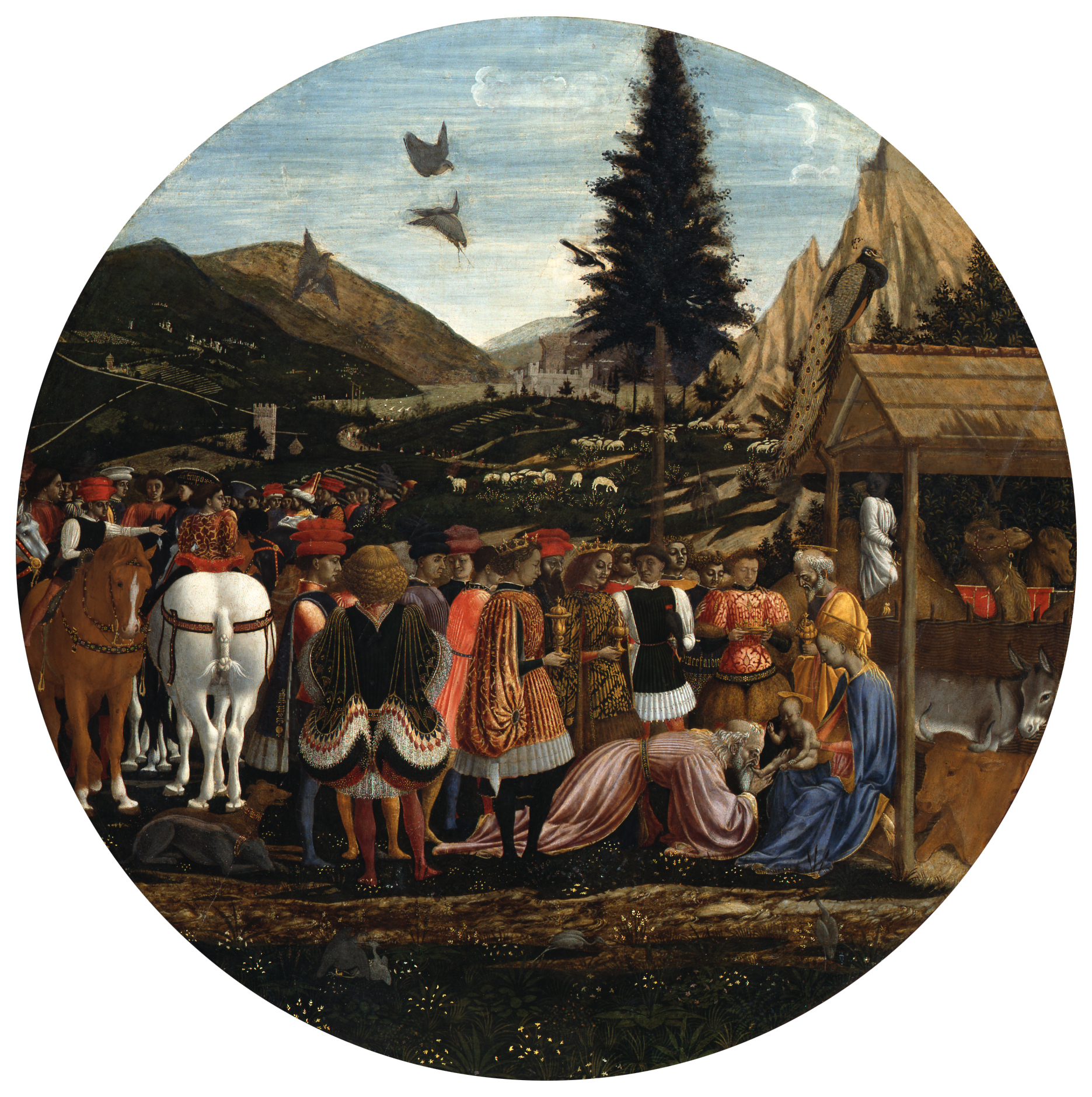
Domenico Veneziano, Anbetung der Könige, 1439 (?), Tempera und Gold auf Holztafel, ⌀ 84 cm, Gemäldegalerie, Berlin

Domenico di Bartolomeo bzw. Domenico Veneziano (* um 1410 in Venedig (?); † um 1461 in Florenz) war ein in Florenz tätiger Maler des 15. Jahrhunderts.

## Leben und Werk

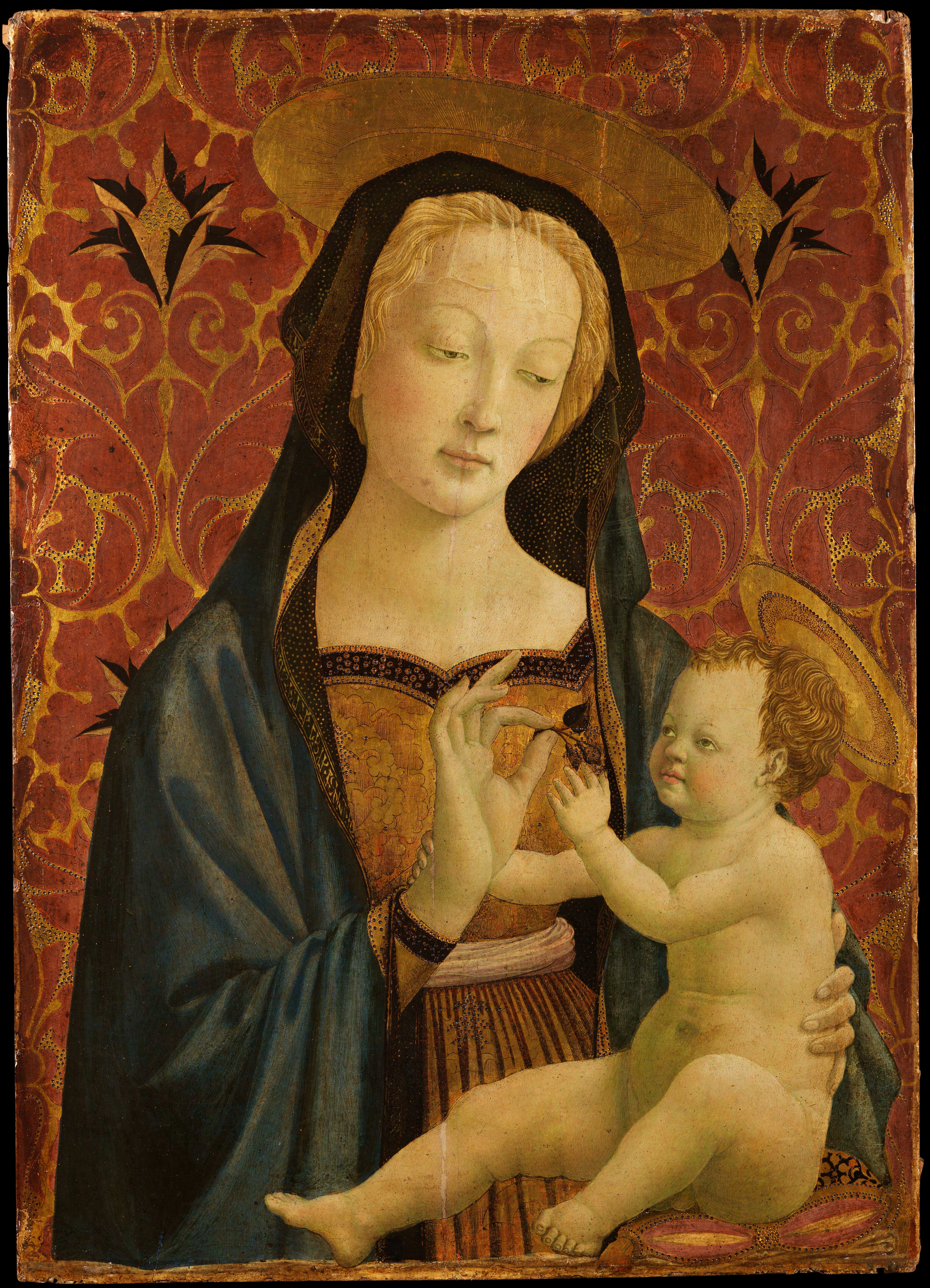
Domenico Veneziano, Madonna mit Kind, um 1450, Tempera und Blattgold auf Holztafel, 86 × 61 cm, Villa I Tatti, Settignano

Über die Herkunft und Jugend von Domenico di Bartolomeo ist wenig bekannt; seine Selbstbezeichnung als „Domenicho da Vinesia“ in einem Brief von 1438 an Piero de’ Medici und als „Domenicus de Venetiis“ in den Signaturen zweier Werke legen eine Herkunft aus Venedig nahe. Wo er seine Ausbildung zum Maler absolvierte, ist unbekannt. Ab Ende der 1430er Jahre scheint in Florenz als Maler erfolgreich gewesen zu sein.

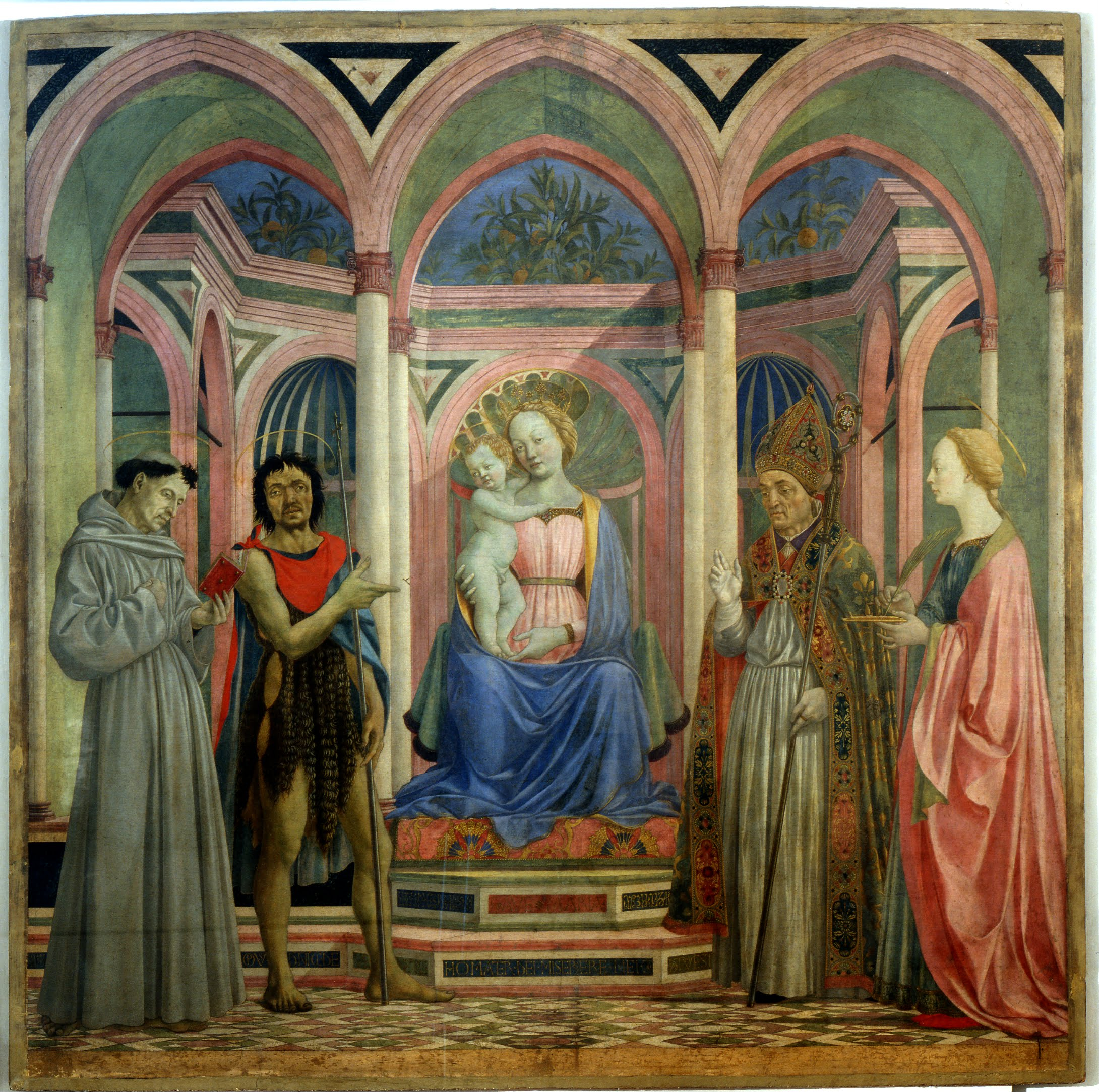
Domenico Veneziano, Madonna mit Kind und Heiligen, Haupttafel des Altarretabels aus der Kirche Santa Lucia dei Magnoli, 1445, Tempera und Blattgold auf Holztafel, 218 × 216,7 cm, Uffizien, Florenz

Die Zahl der von ihm signierten und ihm sicher zuzuschreibenden Arbeiten ist klein. Signiert sind die Haupttafel des Altarretabels für die Florentiner Kirche Santa Lucia de Bardi und ein Freskofragment eines Straßentabernakels, ehemals am Canto Carnesecchi in Florenz, das die Madonna mit dem Kind darstellt (heute National Gallery, London). Domenico werden unter anderem noch ein Tondo mit der Anbetung der Könige (Tempera auf Holz, ⌀ 84 cm, Berlin, Staatliche Museen Preußischer Kulturbesitz, Gemäldegalerie) sowie eine Tafel mit Madonna und Kind (Tempera und Blattgold auf Holz, aus der Sammlung Bernard Berensons in der Villa I Tatti in Settignano bei Florenz) zugeschrieben.
Domenico war gemeinsam mit Andrea del Castagno, Piero della Francesca und Alesso Baldovinetti an der Ausmalung der Hauptchorkapelle (Cappella Portinari) von Sant’Egidio, der Kirche des Florentiner Krankenhauses Santa Maria Nuova, beteiligt. Die zwischen 1439 und 1461 ausgeführten Fresken sind bis auf Fragmente einer Sinopie (mit Konstruktionslinien) und der Sockelzone (heute im Museo del Cenacolo di Sant'Apollonia, Florenz) verloren.

## Giorgio Vasari über Domenico Veneziano
Giorgio Vasari nennt 1550 in seiner kunsttechnologischen Einführung („Introduzione alle tre arti del disegno“) zu seinen Künstlerbiografien (1550, 1568) Domenico als den ersten Künstler, der die angeblich von Antonello da Messina aus Flandern nach Venedig gebrachte Technik der Ölmalerei, benutzt habe; Domenico Veneziano führte sie Vasari zufolge dann in Florenz ein.
Die in der Doppel-Vita Domenico Venezianos und Andrea del Castagnos geschilderte Ermordung Domenicos durch seinen neidischen Malerkollegen Andrea del Castagno ist eine Erfindung Vasaris; tatsächlich überlebte der angeblich Getötete seinen Mörder († 1457) um einige Jahre.

## Kunstwissenschaftliche Forschung
Kunstwissenschaftliche Forschungen zu Domenico Veneziano Leben und Werk publizierten unter anderen Georg Pudelko, Hellmut Wohl, Bernhard Degenhart, Colin T. Eisler (zum abgenommenen Fresko in Santa Croce) und Neville Rowley (zur „pittura di luce“).
Wegen ihrer hellen leuchtenden Farben werden die Arbeiten Domenico Venezianos vor allem in der italienischen Forschung als pittura di luce (dt. „Lichtmalerei“) bezeichnet; der Begriff geht auf den Kunsthistoriker Luciano Bellosi zurück. Der pittura di luceeben ordnen manche Kunstwissenschaftler neben Domenico auch Paolo Uccello, Andrea del Castagno, den namentlich nicht identifizierten Meister von Pratovecchio, Alesso Baldovinetti und Piero della Francesca zu.